# Rue Charles-Dullin
La rue Charles-Dullin est une voie publique du 2e arrondissement de la ville de Lyon, en France. 

## Situation
D'orientation est-ouest, la rue relie le quai des Célestins à la place des Célestins.

## Origine du nom
Elle porte le nom de Charles Dullin (1885-1949), acteur et metteur en scène français, créateur notamment du Cartel des quatre. Ce nom a été attribué le 28 novembre 1955, par délibération municipale.

## Histoire
La rue portait anciennement le nom de rue d'Égypte, depuis le début du XIXe siècle, en souvenir du passage à Lyon du futur empereur Napoléon Ier, à son retour de la campagne d'Égypte. Il séjourna à l'hôtel des Célestins, qui donnait dans la rue et d'où il fut acclamé par « une foule immense ». Sous la Restauration, en 1821, elle recouvre provisoirement son nom antérieur, la rue Amédée en souvenir de deux princes de la maison de Savoie, Amédée V le Grand et Amédée VIII le Pacifique. Ce dernier, devenu pape, avait donné le terrain aux religieux Célestins qui y bâtirent alors leur couvent. Celui-ci a donné son nom au quartier, et plus récemment au quai, à la place et au théâtre qui se situe du côté méridional de la rue Charles-Dullin. La voie reprit le nom de rue d'Égypte par un arrêté du 30 septembre 1830.

## Galerie

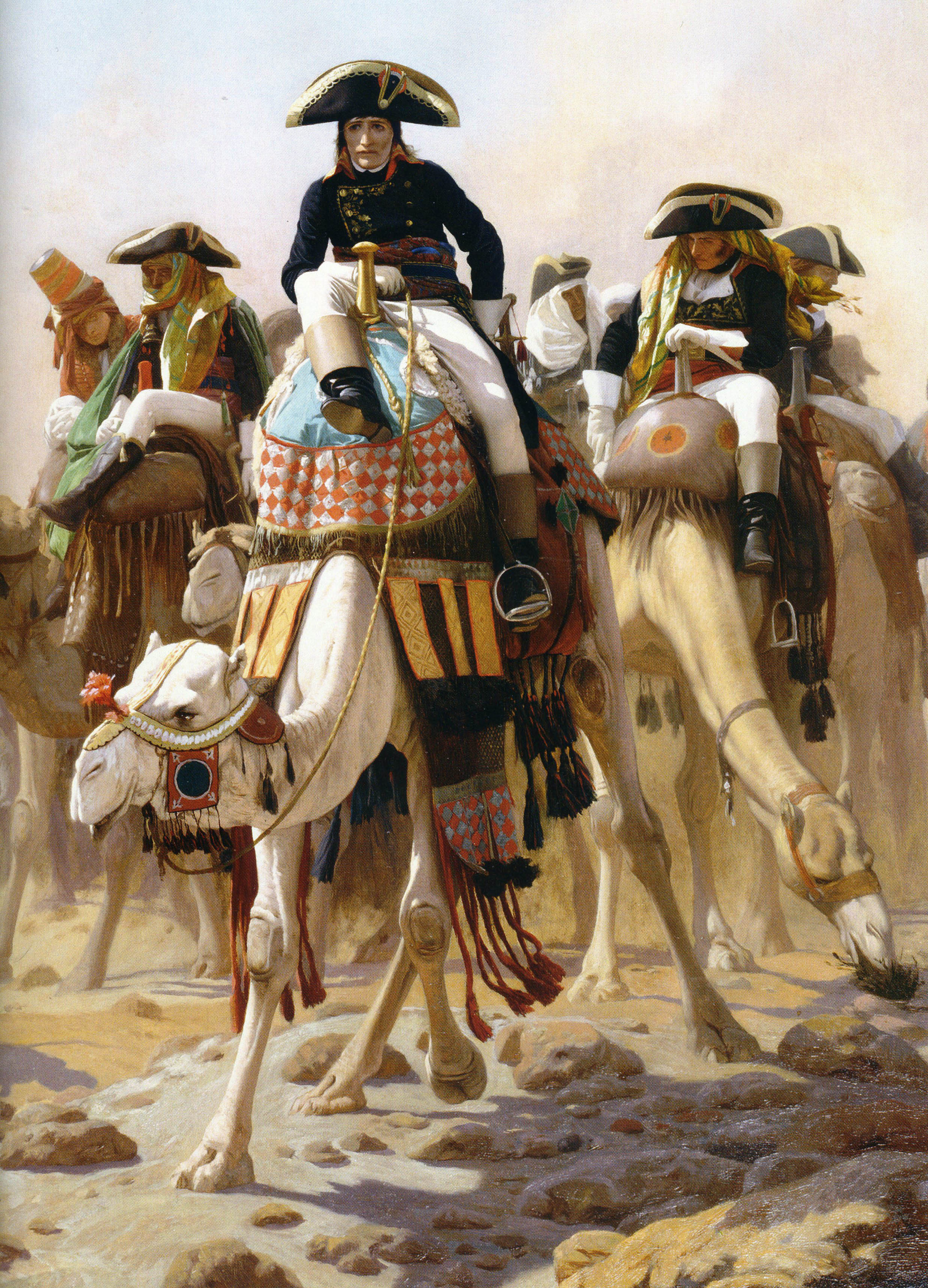
Le Général Bonaparte et son état-major en Égypte, Jean-Léon Gérôme, 1867.